# Arrondissement di Neufchâteau
L'arrondissement di Neufchâteau  è una suddivisione amministrativa francese, situata nel dipartimento dei Vosgi e nella regione del Grand Est.

## Composizione
L'arrondissement di Neufchâteau raggruppa 174 comuni in 7 cantoni
- cantone di Bulgnéville, che comprende 24 comuni:
  - Bulgnéville, Saint-Ouen-lès-Parey, Vrécourt, Mandres-sur-Vair, Norroy, Saulxures-lès-Bulgnéville, Dombrot-sur-Vair, Saint-Remimont, Crainvilliers, Auzainvilliers, Sauville, Suriauville, Parey-sous-Montfort, La Vacheresse-et-la-Rouillie, Aulnois, Belmont-sur-Vair, Vaudoncourt, Gendreville, Malaincourt, Hagnéville-et-Roncourt, Médonville, Aingeville, Urville et Morville.
- cantone di Châtenois, che comprende 25 comuni:
  - Châtenois, Gironcourt-sur-Vraine, Rouvres-la-Chétive, Houécourt, La Neuveville-sous-Châtenois, Dommartin-sur-Vraine, Rainville, Removille, Aouze, Sandaucourt, Morelmaison, Vicherey, Vouxey, Saint-Paul, Viocourt, Balléville, Longchamp-sous-Châtenois, Pleuvezain, Aroffe, Courcelles-sous-Châtenois, Ollainville, Dolaincourt, Soncourt, Maconcourt et Darney-aux-Chênes.
- cantone di Coussey, che comprende 21 comuni:
  - Coussey, Soulosse-sous-Saint-Élophe, Frebécourt, Maxey-sur-Meuse, Moncel-sur-Vair, Midrevaux, Harmonville, Domrémy-la-Pucelle, Autigny-la-Tour, Greux, Punerot, Ruppes, Martigny-les-Gerbonvaux, Autreville, Sionne, Chermisey, Tranqueville-Graux, Avranville, Jubainville, Clérey-la-Côte et Seraumont.
- cantone di Lamarche, che comprende 26 comuni:
  - Lamarche, Martigny-les-Bains, Damblain, Senaide, Isches, Châtillon-sur-Saône, Villotte, Ainvelle, Frain, Saint-Julien, Les Thons, Morizécourt, Blevaincourt, Robécourt, Tignécourt, Serocourt, Tollaincourt, Serécourt, Rozières-sur-Mouzon, Mont-lès-Lamarche, Marey, Fouchécourt, Lironcourt, Romain-aux-Bois, Grignoncourt et Rocourt.
- cantone di Mirecourt, che comprende 32 comuni:
  - Mirecourt, Mattaincourt, Poussay, Hymont, Rouvres-en-Xaintois, Baudricourt, Oëlleville, Ambacourt, Valleroy-aux-Saules, Mazirot, Villers, Ramecourt, Juvaincourt, Domvallier, Puzieux, Vroville, Ménil-en-Xaintois, Frenelle-la-Grande, Dombasle-en-Xaintois, Saint-Menge, Biécourt, Totainville, Thiraucourt, Saint-Prancher, Madecourt, Repel, Remicourt, Chef-Haut, Frenelle-la-Petite, Boulaincourt, Chauffecourt et Blémerey.
- cantone di Neufchâteau, che comprende 25 comuni:
  - Neufchâteau, Liffol-le-Grand, Bazoilles-sur-Meuse, Grand, Rollainville, Landaville, Mont-lès-Neufchâteau, Rebeuville, Attignéville, Certilleux, Circourt-sur-Mouzon, Pompierre, Pargny-sous-Mureau, Fréville, Trampot, Harchéchamp, Villouxel, Sartes, Jainvillotte, Beaufremont, Barville, Tilleux, Houéville, Brechainville, et Lemmecourt.
- cantone di Vittel, che comprende 21 comuni:
  - Vittel, Contrexéville, Remoncourt, Haréville, Dombrot-le-Sec, Lignéville, Valfroicourt, Domjulien, Valleroy-le-Sec, Rozerotte, They-sous-Montfort, Monthureux-le-Sec, Thuillières, Gemmelaincourt, La Neuveville-sous-Montfort, Bazoilles-et-Ménil, Offroicourt, Estrennes, Rancourt, Domèvre-sous-Montfort et Viviers-lès-Offroicourt.